# Aeschropteryx mattogrossaria
Aeschropteryx mattogrossaria är en fjärilsart som beskrevs av Charles Oberthür 1911. Aeschropteryx mattogrossaria ingår i släktet Aeschropteryx och familjen mätare. Inga underarter finns listade i Catalogue of Life.